# Ernst Gnoß
Ernst Gnoß (* 22. Juli 1900 in Styrum (jetzt Mülheim an der Ruhr); † 12. März 1949 in Davos) war ein deutscher Politiker (SPD) und erster Präsident des Nordrhein-Westfälischen Landtags.

## Leben und Werk
Nach der Volksschule durchlief Gnoß eine Ausbildung zum Schriftsetzer. Er engagierte sich früh in der SPD und bekleidete in der Zeit der Weimarer Republik mehrere Parteiämter, vor allem im Bereich der Jugendarbeit.
Nach der Machtergreifung durch die NSDAP wurde er 1935 verhaftet und zu vier Jahren Zuchthaus verurteilt. Er konnte nach der Entlassung aus der Haft zunächst wieder in seinem erlernten Beruf in Solingen arbeiten, wurde aber 1944 zur Organisation Todt verpflichtet.
Nach dem Zweiten Weltkrieg beteiligte er sich am Wiederaufbau der SPD im Bergischen Land, im Bezirk Niederrhein sowie in Solingen, wo er auch Vorsitzender wurde. Er wurde in den ersten Landtag berufen und am 2. Oktober 1946 zum ersten Landtagspräsidenten gewählt. Von 1947 bis 1948 war er Mitglied des Zonenbeirates der Britischen Zone. Er war Beisitzer im SPD-Vorstand und organisierte 1948 den Parteitag in Düsseldorf. Ab April 1948 bis zu seinem Tod war er Wiederaufbauminister im Kabinett Arnold I. Gleichzeitig war Gnoß Herausgeber der Zeitung Rhein-Echo und im Landespresserat tätig, der für die Vergabe von Lizenzen im Bereich der Zeitungen und Zeitschriften zuständig war.
Ernst Gnoß verstarb am 12. März 1949 an einem Lungenleiden. Er ist auf dem Nordfriedhof in Düsseldorf begraben.